# Circonscription de Casablanca-Anfa
 (août 2017).
Si vous disposez d'ouvrages ou d'articles de référence ou si vous connaissez des sites web de qualité traitant du thème abordé ici, merci de compléter l'article en donnant les références utiles à sa vérifiabilité et en les liant à la section « Notes et références ».
La circonscription de Casablanca-Anfa est la circonscription législative marocaine que compte la préfecture de Casablanca-Anfa située en région Casablanca-Settat. Elle est représentée dans la Xe législature par Abdessamad Haiker, Mohamed Toufla, Abdelhak Najihi  et Mostafa Chanaoui.

## Description géographique et démographique
Cette circonscription, d'une superficie de 37,5 km2, comprend trois arrondissements :
- Anfa (15,26 km2) dont la Présidente d'arrondissement est Yasmina Baddou ;
- El Maârif (12,4 km2) dont le Président d'arrondissement est Ahmed Kadiri ;
- Sidi Belyout (9,84 km2)[2] dont le Président d'arrondissement est Kamal Daissaoui.

La circonscriptione est composée de 347 848 élécteurs dont 85 362 de jeunes et 182 658 de femmes[Quand ?].

## Historique des députations
| Législature | Début de mandat  | Fin de mandat    | Députés élus | Députés élus            | Députés élus | Députés élus          | Députés élus | Députés élus           | Députés élus | Députés élus             |
| ----------- | ---------------- | ---------------- | ------------ | ----------------------- | ------------ | --------------------- | ------------ | ---------------------- | ------------ | ------------------------ |
| IXe         | 26 novembre 2011 | 7 octobre 2016   |              | Abdessamad Haiker (PJD) |              | Abdelhak Najihi (PJD) |              | Yasmina Baddou (PI)    |              | Ouadiâ Benabdellah (RNI) |
| Xe          | 8 octobre 2016   | 8 septembre 2021 |              | Abdessamad Haiker (PJD) |              | Abdelhak Najihi (PJD) |              | Mostafa Chanaoui (FGD) |              | Said Naciri (PAM)        |
| XIe         | 9 septembre 2021 | ?                |              | Abdessamad Haiker (PJD) |              | Mohamed Chebbak (RNI) |              | Hassan Berkani (PI)    |              | Said Naciri (PAM)        |

## Historique des élections

### Découpage électoral d'octobre 2011

#### Élections de 2016
| Parti            | Parti                                                       | Voix    | %      | Député(s) élus    |  |
| ---------------- | ----------------------------------------------------------- | ------- | ------ | ----------------- |  |
|                  | Parti de la justice et du développement (PJD)               | 30 617  | 45,90  | Abdessamad Haiker |  |
| Abdelhak Ennajhi | Parti de la justice et du développement (PJD)               | 30 617  | 45,90  |                   |  |
|                  | Parti authenticité et modernité (PAM)                       | 10 380  | 15,56  | Said Naciri       |  |
|                  | Fédération de la gauche démocratique (FGD)                  | 6 629   | 9,94   | Mostafa Chanaoui  |  |
|                  | Parti de l'Istiqlal (PI)                                    | 5 730   | 8,59   |                   |  |
|                  | Rassemblement national des indépendants (RNI)               | 5 306   | 7,95   |                   |  |
|                  | Union socialiste des forces populaires (USFP)               | 3 477   | 5,21   |                   |  |
|                  | Parti du progrès et du socialisme (PPS)                     | 717     | 1,07   |                   |  |
|                  | Union constitutionnelle (UC)                                | 689     | 1,03   |                   |  |
|                  | Mouvement démocratique et social (MDS)                      | 634     | 0,95   |                   |  |
|                  | Front des forces démocratiques (FFD)                        | 554     | 0,83   |                   |  |
|                  | Parti de l'environnement et du développement durable (PEDD) | 289     | 0,43   |                   |  |
|                  | Mouvement démocratique et social (MDS)                      | 281     | 0,42   |                   |  |
|                  | Parti démocratique de l'indépendance (PDI)                  | 246     | 0,37   |                   |  |
|                  | Parti des Néo-Démocrates (PND)                              | 183     | 0,27   |                   |  |
|                  | Parti de l'Espoir (PE)                                      | 146     | 0,22   |                   |  |
|                  | Parti de la renaissance et de la vertu (PRV)                | 145     | 0,22   |                   |  |
|                  | Parti de la liberté et de la justice sociale (PLJS)         | 136     | 0,20   |                   |  |
|                  | Mouvement populaire (MP)                                    | 132     | 0,20   |                   |  |
|                  | Parti du centre social (PCS)                                | 118     | 0,18   |                   |  |
|                  | Union marocaine pour la démocratie (UMD)                    | 114     | 0,17   |                   |  |
|                  | Parti de l'unité et de la démocratie (PUD)                  | 109     | 0,16   |                   |  |
|                  | Parti travailliste (PT)                                     | 77      | 0,12   |                   |  |
|                  |                                                             |         |        |                   |  |
| Inscrits         | Inscrits                                                    | 199 847 | 100,00 |                   |  |
| Abstentions      | Abstentions                                                 | 133 138 | 66,62  |                   |  |
| Exprimés         | Exprimés                                                    | 66 709  | 33,38  |                   |  |

#### Élections de 2021
| Parti       | Parti                                               | Voix    | %      | Député(s) élus    |  |
| ----------- | --------------------------------------------------- | ------- | ------ | ----------------- |  |
|             | Rassemblement national des indépendants (RNI)       | 16 146  | 40,87  | Mohamed Chebbak   |  |
|             | Parti de l'Istiqlal (PI)                            | 6 139   | 15,54  | Hassan Berkani    |  |
|             | Parti authenticité et modernité (PAM)               | 3 713   | 9,40   | Said Naciri       |  |
|             | Parti de la justice et du développement (PJD)       | 2 999   | 7,59   | Abdessamad Haiker |  |
|             | Parti socialiste unifié (PSU)                       | 2 162   | 5,47   |                   |  |
|             | Union socialiste des forces populaires (USFP)       | 1 707   | 4,32   |                   |  |
|             | Alliance de la fédération de gauche (AGD)           | 1 359   | 3,44   |                   |  |
|             | Front des forces démocratiques (FFD)                | 1 157   | 2,93   |                   |  |
|             | Union constitutionnelle (UC)                        | 1 059   | 2,68   |                   |  |
|             | Parti du progrès et du socialisme (PPS)             | 700     | 1,77   |                   |  |
|             | Mouvement populaire (MP)                            | 602     | 1,52   |                   |  |
|             | Parti des Néo-Démocrates (PND)                      | 599     | 1,52   |                   |  |
|             | Parti du centre social (PCS)                        | 266     | 0,67   |                   |  |
|             | Parti de la liberté et de la justice sociale (PLJS) | 247     | 0,63   |                   |  |
|             | Mouvement démocratique et social (MDS)              | 221     | 0,56   |                   |  |
|             | Parti démocratique de l'indépendance (PDI)          | 132     | 0,33   |                   |  |
|             | Parti de la gauche verte (PGV)                      | 112     | 0,28   |                   |  |
|             | Parti marocain libéral (PML)                        | 93      | 0,24   |                   |  |
|             | Parti de la réforme et du développement (PRD)       | 61      | 0,15   |                   |  |
|             | Parti de l'équité (PE)                              | 27      | 0,07   |                   |  |
|             |                                                     |         |        |                   |  |
| Inscrits    | Inscrits                                            | 167 023 | 100,00 |                   |  |
| Abstentions | Abstentions                                         | 127 522 | 76,35  |                   |  |
| Exprimés    | Exprimés                                            | 39 501  | 23,65  |                   |  |